# 미카타촌 (후쿠이현)
미카타촌(三方村)은 후쿠이현 뉴군에 있던 촌이다. 현재의 후쿠이시의 남서부에 해당한다.

## 역사
- 1889년 4월 1일 - 정촌제 시행에 의해 8개 촌의 구역을 가지고 성립하였다.
- 1955년 7월 28일 - 아마쓰촌, 시즈촌과 합병해, 시미즈정이 성립하여, 동일 미카타촌은 폐지되었다.

## 참고문헌
- 角川日本地名大辞典 18 福井県